# Werner Zurfluh
Werner Zurfluh (* 21. Juli 1945 in Basel; † 23. Mai 2008) war ein Schweizer Bewusstseins- und Klartraum-Forscher.

## Leben
Werner Zurfluh ist in Basel aufgewachsen und studierte ab 1965 Biologie, Physik und Chemie, anschließend Ethnologie sowie Analytische Psychologie am C.G. Jung-Institut. Daneben unterrichtete er an einem privaten Gymnasium als Biologielehrer; später arbeitete er als Lektor und Übersetzer für den auf Grenzwissenschaften und Esoterik spezialisierten Schweizer Ansata-Verlag.
1980 traten die ersten Anzeichen seiner Krankheit auf; 1987 wurde ihm die Diagnose Multiple Sklerose gestellt. Infolge einer schweren Infektion, nach zwei Wochen Koma, hatte er eine Nahtod-Erfahrung. Er begann danach, nunmehr auf einen Rollstuhl angewiesen, all seine Traumprotokolle aufzuarbeiten und nebst vielen weiteren Dokumenten – Essays, Bildern oder einem Briefwechsel mit Michael Ende – auf seiner Website zu publizieren. Seit 1997 lebten er und seine Frau in Arosa.
Ab 2007 wurden seine Beschwerden so massiv, dass er bis zu seinem Tod im folgenden Jahr nicht mehr schreiben und lesen konnte.

## Werke
- Quellen der Nacht. Luzides Träumen und Reisen außerhalb des Körpers. Neue Dimensionen der Selbsterfahrung. Ansata, Interlaken 1983; 3. Auflage 1996
- Märchen als Schlüssel zu den Quellen der Nacht. Wolkentor, Geesthacht 1984, ISBN 3-922554-04-0